# リッチモンド・ランドン
リッチモンド・ランドン（Richmond Wilcox "Dick" Landon、1898年11月20日 - 1971年6月13日）は、アメリカ合衆国の陸上競技選手である。 彼は、1920年に開催されたアントワープオリンピックに参加して、走高跳で金メダルを獲得した。

## 経歴
リッチモンド・ランドンは、1898年にコネチカット州サリスバリーで生まれた。
コネチカット州のホッチキス校（en:Hotchkiss School）に通った後、ランドンはイェール大学に入学し、1919年と1920年の2回、IC4A（en:IC4A）主催の走高跳競技で優勝した。1920年のアマチュア運動連合（AAU）主催の競技会では、彼は2位に終わったが、アントワープオリンピックでは当時のオリンピック記録を更新して金メダルを獲得した。
なお、ランドンはアントワープへ向かう船上で、同じくアメリカ合衆国のオリンピック飛込競技代表として選ばれていたアリス・ロード（en:Alice Lord (diver)、1902年2月4日 - 2000年7月13日）と出逢い、1922年に結婚している。